# Sin Bandera
Sin Bandera est un groupe mexicain, originaire de Mexico.

## Histoire

### Première phase (2000–2008)
Leonel García avait l'idée de se lancer en solo, mais son projet est rejeté par les labels discographiques. Parallèlement, Noel Schajris fait ses débuts en 1991 en tant qu'artiste solo, puis 8 ans plus tard avec son premier album Cita en las nubes en 1999. Le nom Sin Bandera est né d'une occasion où García et Schajris roulaient sur une avenue principale de Mexico, passant devant le champ équestre appelé Campo Marte, un endroit qui arbore toujours un drapeau mexicain, mais dont le mât n'était pas là ce jour-là.
Ils commencent à écrire et à enregistrer leur premier album éponyme, Sin Bandera, qui sort le 26 mars 2002. En 2001, le premier single intitulé Entra en mi vida sort. Il est utilisé comme chanson thème du feuilleton Cuando seas mía (2001-2002) de la chaîne mexicaine TV Azteca, un remake du feuilleton colombien Café, con aroma de mujer. Pour la promotion de l'album, Kilómetros et Sirena sont publiés en tant que deuxième et troisième singles de l'album. En 2003, le duo enregistre la chanson Amor real, qui servira également de générique au feuilleton mexicain homonyme. En 2004, ils effectuent une tournée au Venezuela, en Bolivie et en Argentine, entre autres. Cette année-là, ils sont nommés pour la deuxième fois aux Latin Grammy Awards et remportent le prix du meilleur album pour un duo ou un groupe vocal. En 2005, ils entrent en studio d'enregistrement avec un projet composé de deux albums : Mañana, sorti le 22 novembre 2005, et Pasado sorti le 14 novembre 2006.
Le 25 juin 2007, le duo annonce sa séparation. Leonel García nie que la cause de cet événement était une divergence. Le 4 décembre 2007, la compilation Hasta ahora sort. Le 9 décembre 2008, l'album live Hasta ahora : en vivo en el Auditorio Nacional sort.

### Retour (depuis 2015)
Le 4 novembre 2015, le groupe annonce son retour sur scène dans un projet qui comprend une tournée internationale intitulée Sin Bandera : Una última vez,,. Le 8 janvier 2016, le premier single de leur dernier album intitulé En ésta no est publié,,, et le 5 février sort l'EP intitulé Una última vez, qui est certifié disque d'or pour ses ventes en format physique. Plus tard dans l'année, le single Sobre mí est publié avec le chanteur de reggaeton colombien Maluma.
Le 24 février 2017, Primera fila : Una última vez, son troisième album live, sort, enregistré aux studios Churubusco à Mexico. Comme pour les précédents albums de Primera Fila, les singles ¿Qué pasaría ? et Adiós sont publiés à des fins promotionnelles. Le duo se produit cette année-là au festival Viña del Mar 2017 et l'année suivante au festival de l'indépendance de Talca, tous deux au Chili. Ils sortent leur troisième album live 4 latidos tour avec le groupe Camila, enregistré à l'Arena Ciudad de México ; le 29 mars 2019.
Célébrant leurs années de carrière musicale, le duo sort son cinquième album studio, intitulé Frecuencia, et publié par Sony Music. L'album se caractérise par la fusion de rythmes entre ballade, blues et pop, tout en préservant le style romantique de Leonel et Noel. L'album a été présenté avec la sortie du single Nadie. 

## Discographie

### Albums studio
- 2001 : Sin Bandera
- 2003 : De viaje
- 2005 : Mañana
- 2006 : Pasado
- 2016 : Una última vez (EP)
- 2022 : Frecuencia